# Musée national d'histoire (Bulgarie)
Pour les articles homonymes, voir Musée national d'histoire.

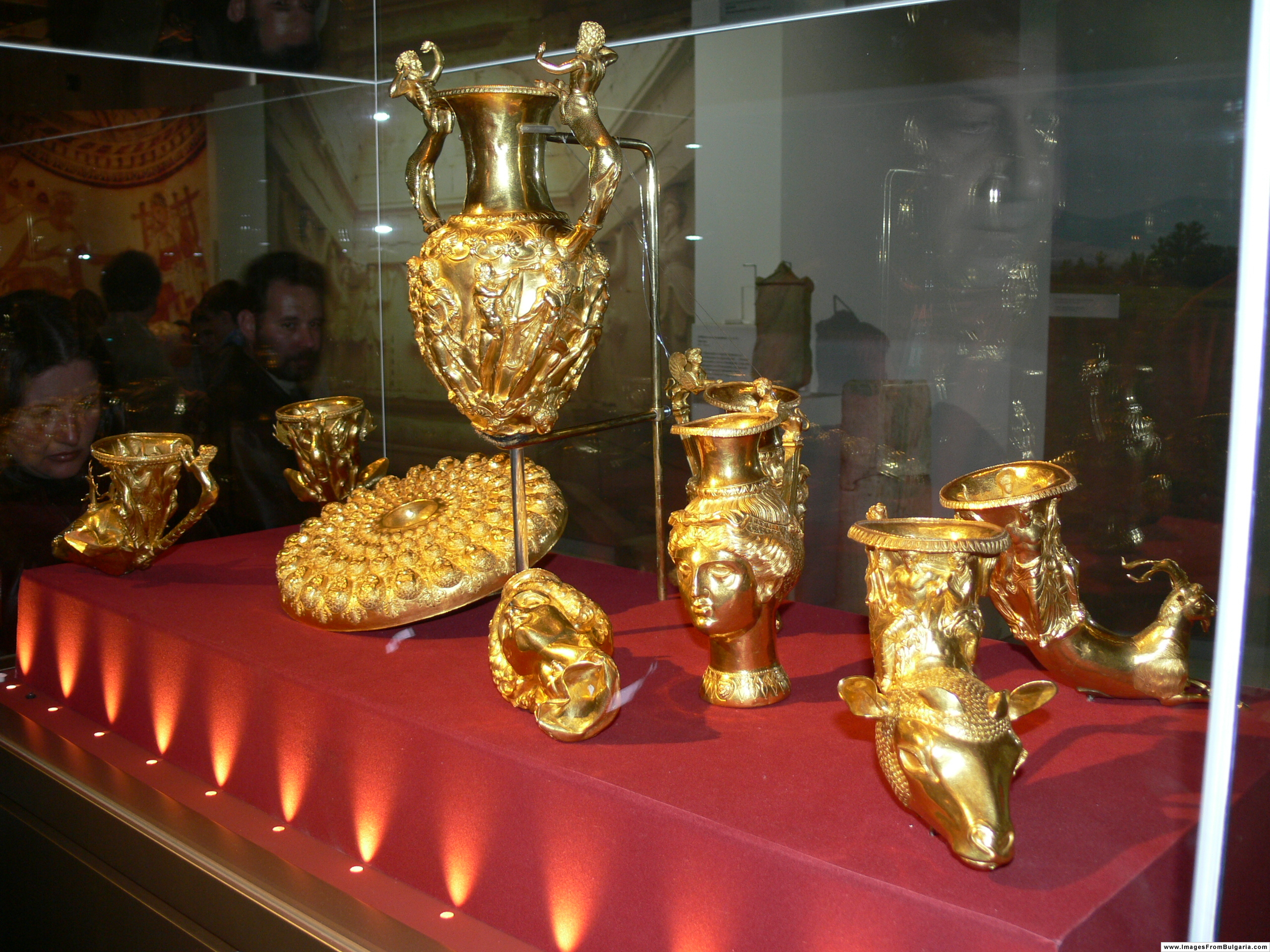
Le Trésor thrace de Panagyurichté.

Le Musée national d'histoire de Bulgarie est situé dans le quartier de Bojana (en) du district de Vitocha à Sofia. C'est le plus grand musée de Bulgarie.

## Historique
Il a été inauguré le 5 mai 1973, avec Strachimir Dimitrov comme directeur, et connut sa première grande exposition en 1984, au cours de laquelle furent présentés 1 300 ans de la naissance de l'État bulgare.
À l'origine, le musée était situé sur le boulevard Vitocha.  Cependant, en 2000, le musée déménagea et s'installa dans une ancienne résidence gouvernementale.

## Collections
Plus de 650 000 objets sont actuellement exposés, retraçant le développement social, culturel, historique et politique de la Bulgarie. L'histoire complète du pays y est représentée depuis :
- les premiers peuples,
- l'Empire romain,
- l'Empire byzantin, jusqu'à l'époque de :
- la refondation de l'État bulgare en 1878.

Le musée comprend notamment une collection d'objets en or datant des Thraces, trouvés dans la région de Panagyurichté, ainsi des objets en argent thraces trouvés a Rogozen. On y trouve également des bijoux de l'âge de Bronze.
L'actuel directeur (2006) est le professeur Božidar Dimitrov, historien connu en Bulgarie.

## Monuments dépendant du musée
Du musée national d'histoire dépendent directement :
- l'église de Boyana (monument classé au patrimoine mondial d'Unesco)
- le monastère de Zemen (dans la région de Kustendil)
- Le navire de Radetzky (sur le Danube à Kozloduy)